# Coprosma nephelephila
Coprosma nephelephila ist eine Pflanzenart aus der Gattung Coprosma in der Familie der Rötegewächse (Rubiaceae). Sie kommt endemisch nur auf einer Insel der im südlichen Pazifik gelegenen Marquesas-Inseln vor.

## Beschreibung

### Vegetative Merkmale
Coprosma nephelephila wächst als Strauch oder kleiner Baum, der Wuchshöhen von 2,5 bis 6 Meter erreichen kann. Die Rinde der Zweige ist kahl.
Die wechselständig an den Zweigen angeordneten Laubblätter sind in einen Blattstiel und eine Blattspreite gegliedert. Der Blattstiel weist schmale Flügel auf und ist 0,3 bis 1,2 Zentimeter lang. Die einfache, ledrige Blattspreite ist bei einer Länge von 5 bis 16,5 Zentimetern sowie einer Breite von 2 bis 5,5 Zentimetern verkehrt-lanzettlich über länglich bis elliptisch. Die Spreitenbasis läuft spitz zu, die Spreitenspitze ist zugespitzt und der Spreitenrand ist ganzrandig. Sowohl die Blattoberseite als auch die -unterseite sind kahl, auf der Unterseite kann man jedoch auffällige Raphiden erkennen. Von jeder Seite des schmalen Blattmittelnerves zweigen 8 bis 13 Sekundärnerven ab. Entlang der Sekundärnerven und gelegentlich auch entlang des Blattmittelnerves kann man kleine Domatien finden. Die interpetiolaren Nebenblätter ähneln den Laubblättern, werden 0,4 bis 0,6 Zentimeter lang und sind etwa zur Hälfte bis zu vier Fünftel ihrer Gesamtlänge miteinander verwachsen. Sowohl Ober- als auch Unterseite der Nebenblätter ist kahl und sie haben gezähnte und bewimperte Blattränder. Die Spitze der Nebenblätter ist stumpf und weist ein Anhängsel auf.

### Generative Merkmale
Die seitenständigen, dreifach verzweigten, zymösen Blütenstände enthalten 6 bis 15 Einzelblüten. Das obere Ende der Blütenstände wird durch eine dreiblütige Trugdolde gebildet. Die unteren Blütenstandsverzweigungen weisen keine oder jeweils ein bis zwei Blüten auf. Die Blütenstiele sind bei den weiblichen Blüten 0,1 bis 0,7 Millimeter lang.
Die eingeschlechtigen Blüten sind radiärsymmetrisch und fünf- bis siebenzählig mit doppelter Blütenhülle. Die fünf oder sieben Kelchblätter sind bei den männlichen Blüten glockenartig verwachsen und vom 2,3 bis 3,7 Millimeter langen Kelch entfallen 0,3 bis 1,2 Millimeter auf die Kelchröhre und 2 bis 2,5 Millimeter auf die Kelchzähne. Bei den weiblichen Blüten ist der 0,4 bis 0,8 Millimeter lange Kelch röhrenförmig. Die fünf bis sieben Kronblätter sind trichterförmig miteinander verwachsenen und die Kronröhre endet in fünf bis sieben Kronlappen. Bei den männlichen Blüten ist die Kronröhre 6 bis 7 Millimeter und die Kronlappen etwa 3 bis 3,5 Millimeter lang, während sie bei den weiblichen Blüten Längen von 0,25 bis 0,4 Millimetern bzw. 1,5 bis 2,1 Millimetern erreichen. Die an der Basis der Kronröhre inserierten fünf bis zwölf Staubfäden sind 0,7 bis 1 Zentimeter lang. Der Griffel ist 0,7 bis 0,9 Zentimeter lang.
Die saftigen Steinfrüchte sind bei einer Länge von 1 bis 1,1 Zentimetern und einem Durchmesser von 0,5 bis 0,6 Zentimetern elliptisch. An ihrer Spitze befinden sich dauerhafte Kelchzähne. Die Steinkerne sind bei einer Länge von etwa 1 Zentimetern und einer Breite von 0,4 bis 0,45 Zentimetern abgeflacht und verkehrt-eiförmig geformt. Jeder Steinkern beherbergt einen einzelnen Samen.

## Verbreitung
Das natürliche Verbreitungsgebiet von Coprosma nephelephila liegt auf den Marquesas-Inseln im südlichen Pazifik. Coprosma nephelephila ist ein Endemit, der nur auf dem, auf der Insel Nuku Hiva gelegenen Toovii-Plateau vorkommt.
Coprosma nephelephila gedeiht in Höhenlagen von 970 bis 1100 Metern. Diese Art wächst verstreut in montanen Feuchtwäldern. In den Wäldern wachsen verschiedene Arten von Alsophila, Crossostylis, Stechpalmen (Ilex), Eisenhölzern (Metrosideros) und Weinmannia.

## Taxonomie
Die Erstbeschreibung von Coprosma nephelephila erfolgte 1986 durch Jacques Florence in Bulletin du Muséum National d'Histoire Naturelle, Section B, Adansonia. sér. 4, Botanique Phytochimie 8. Das Artepitheton nephelephila verweist auf das Vorkommen in Nebelwäldern.